# Julius Springer
Julius Springer (Berlim, 10 de maio de 1817 – Berlim, 17 de abril de 1877) foi um publicista alemão de família judaica.
Em 1842 Springer fundou a livraria varejista Springer em Berlim, no endereço Breite Strasse 20 (atual nº 11), que mais tarde, como a editora científica Springer-Verlag, passou a seus filhos Ferdinand Springer senior e Fritz Springer e seus netos Ferdinand Springer junior e Julius Springer der Jüngere, sendo atualmente uma das maiores e mais proeminetes editoras acadêmicas do mundo. Springer foi de 1867 a 1873 presidente da Associação de Livreiros da Alemanha. De 1869 até sua morte Springer foi um membro da assembleia da cidade de Berlim. Além disso, foi um dos pioneiros da lei de direitos autorais nacionais e internacionais.

## Placa

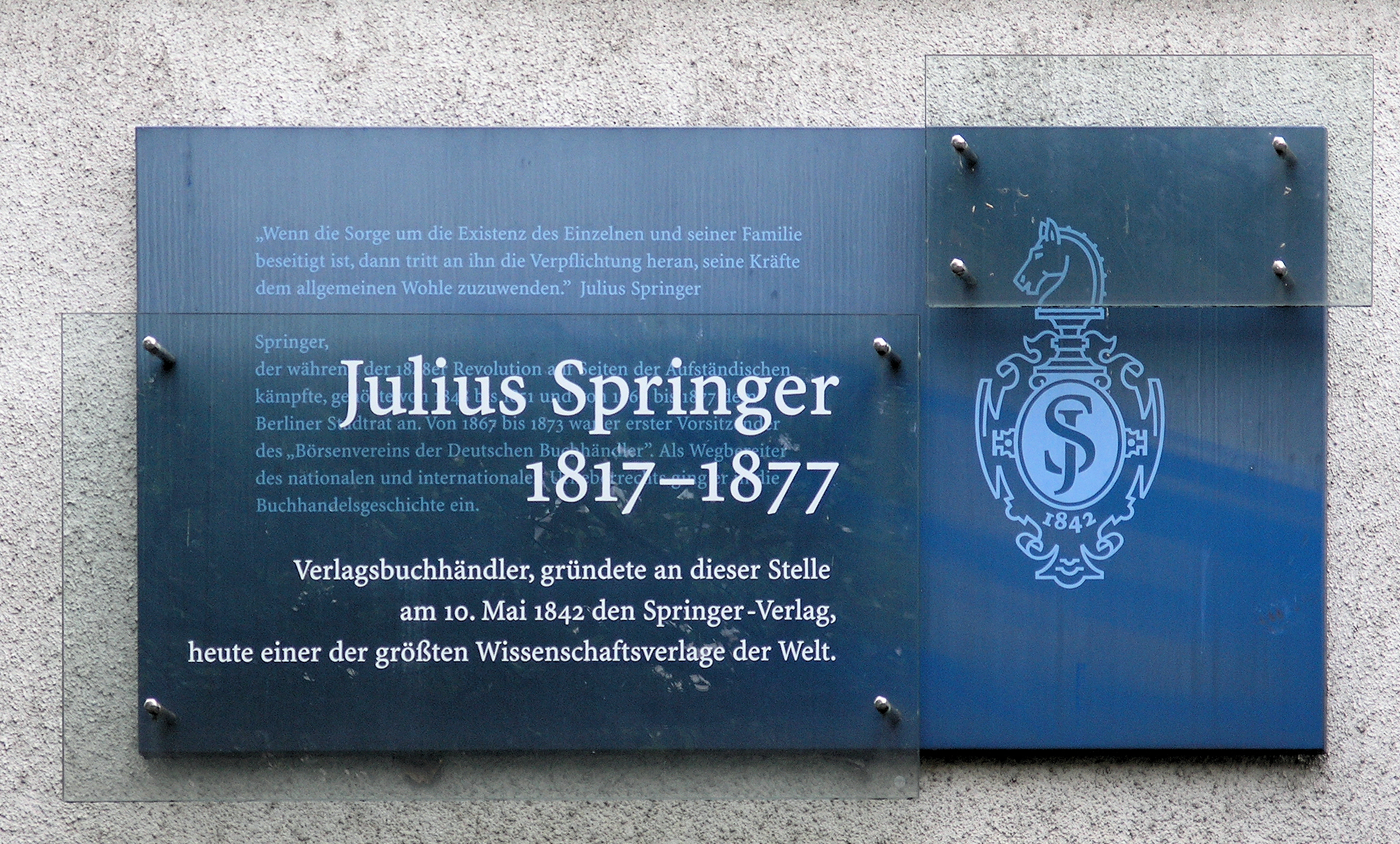
Placa na Breite Straße 11 em Mitte, Berlim

No texto da placa na Breite Straße 11 em Mitte, Berlim, consta:
 Julius Springer
 1817 - 1877 
 Verlagsbuchhändler, gründete an dieser Stelle
 am 10. Mai 1842 den Springer Verlag,
 heute einer der größten Wissenschaftsverlage der Welt.
(Julius Springer, 1817–1877, publicista, fundou neste local em 10 de maio de 1842 a Editora Springer (Springer-Verlag), atualmente uma das maiores editoras científicas do mundo.)

## Ligacões externas
- Biografia resumida (em alemão)
- História da editora e da família (em alemão)